# Phaeosphaeria insignis
Phaeosphaeria insignis är en svampart som först beskrevs av Petter Adolf Karsten, och fick sitt nu gällande namn av L. Holm 1957. Phaeosphaeria insignis ingår i släktet Phaeosphaeria och familjen Phaeosphaeriaceae.  Arten är reproducerande i Sverige. Inga underarter finns listade i Catalogue of Life.